# Oithona davisae
Oithona davisae är en kräftdjursart som beskrevs av Ferrari och María Cristina Orsi 1984. Oithona davisae ingår i släktet Oithona och familjen Oithonidae. Inga underarter finns listade i Catalogue of Life.